# Dissopsalis
Dissopsalis ist eine ausgestorbene Gattung hyänenähnlicher Landsäugetiere aus der Ordnung der Hyaenodonta (ursprünglich wurde sie zu den Creodonta (Urraubtiere) gestellt). Dissopsalis ist eine der nur vier noch im Miozän auftretenden Gattungen aus der Familie der Hyaenodontidae.
Die eine der beiden bekannten Arten, D. pyroclasticus, lebte im Mittleren Miozän im Gebiet des heutigen Kenia. D. carnifex hingegen hatte im Mittleren und Oberen Miozän sein Verbreitungsgebiet im heutigen Pakistan, Indien und China. Diese Art ist der einzige Creodont, der nachweislich bis gegen Ende dieses Zeitalters überlebte und erst vor ca. 8 Millionen Jahren von den Raubtieren verdrängt wurde.